# Die verlorenen Blumen der Alice Hart
Die verlorenen Blumen der Alice Hart ist eine von Amazon Studios produzierte Miniserie mit Sigourney Weaver und Alycia Debnam-Carey. Sie basiert auf dem Roman der australischen Autorin Holly Ringland und wurde von Sarah Lambert für die Leinwand adaptiert. Bei allen sieben Episoden führte Glendyn Ivin Regie. Die Serie feierte am 4. August 2023 Premiere.

## Handlung
Alice Hart lebt abgeschieden bei ihren Eltern auf einer Farm. Es wird klar, dass ihr Vater gewalttätig gegenüber ihr und ihrer Mutter ist. Bei einem Brand kommen ihr Vater und ihre schwangere Mutter ums Leben und sie wird zunächst von der lokalen Bibliothekarin aufgenommen, die eine geheime Verbindung zu ihr und ihrer Familie zu haben scheint. Ihre Großmutter holt sie, nach anfänglicher Ablehnung, zu sich auf ihre Wildblumenfarm, die gleichermaßen ein Asyl für Frauen ist, die Opfer häuslicher Gewalt wurden. Nach und nach kommen mehr Geheimnisse ans Licht, die die Verbindungen der verschiedenen Frauen miteinander offenbaren.

## Besetzung

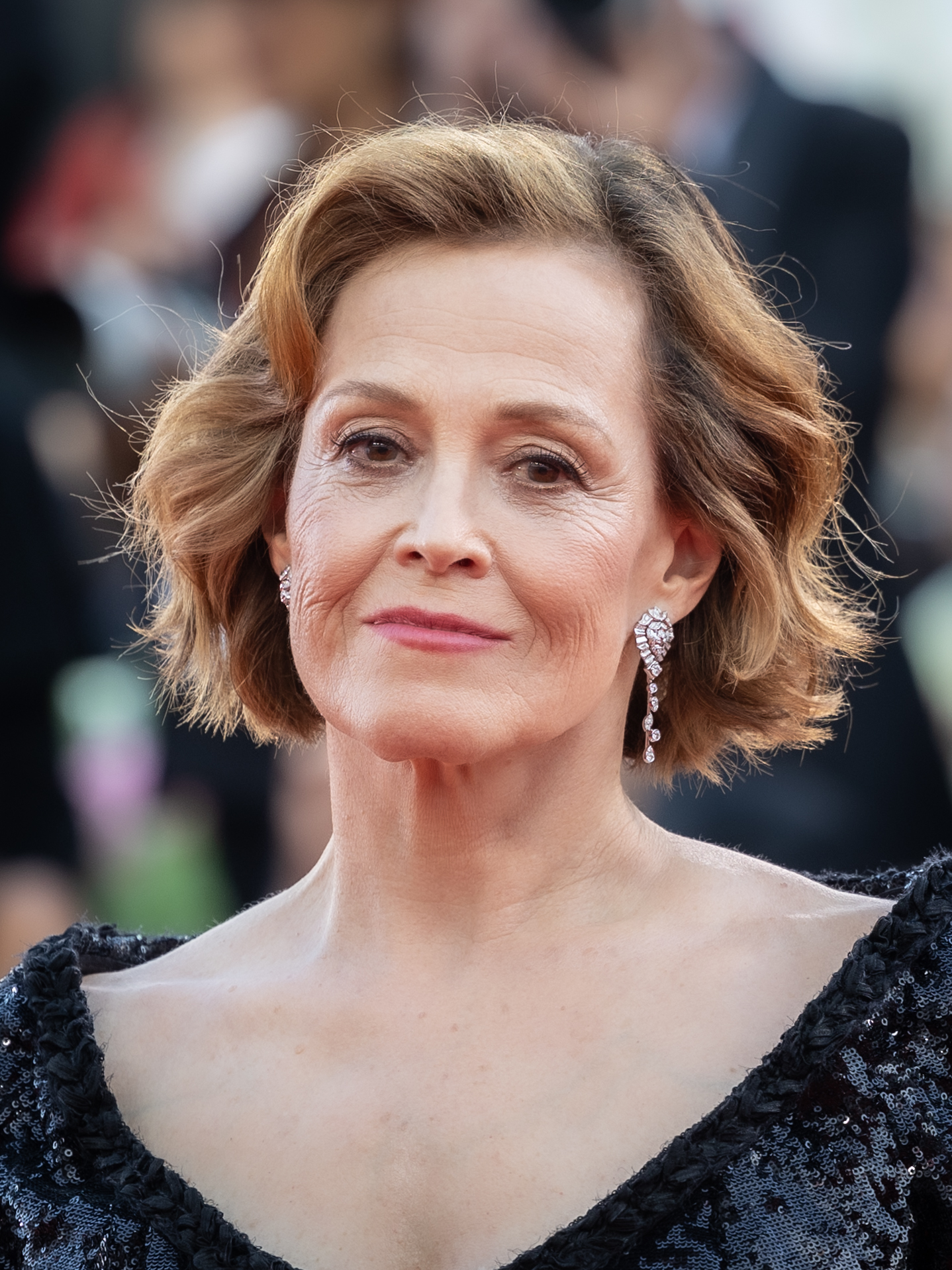
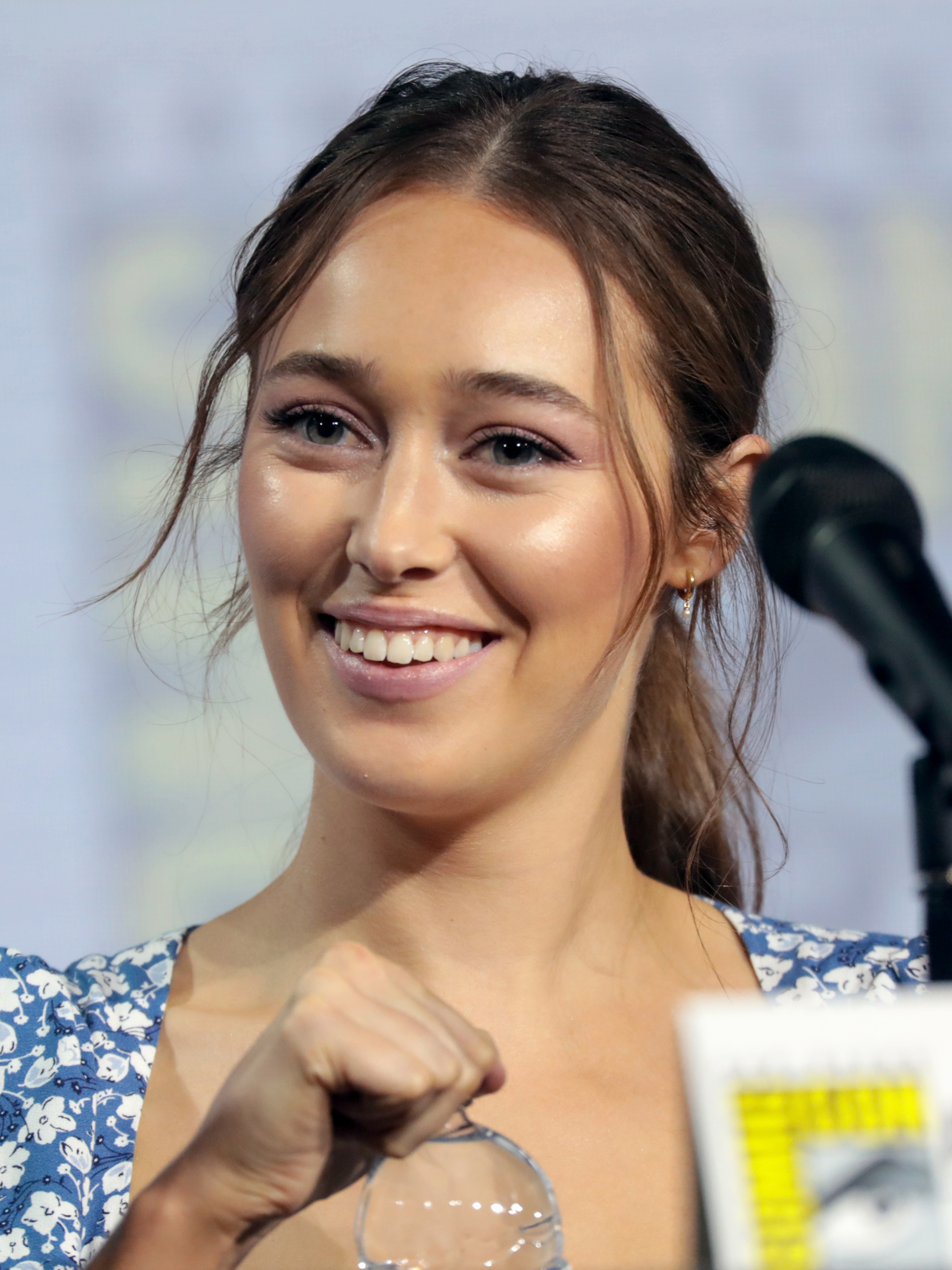
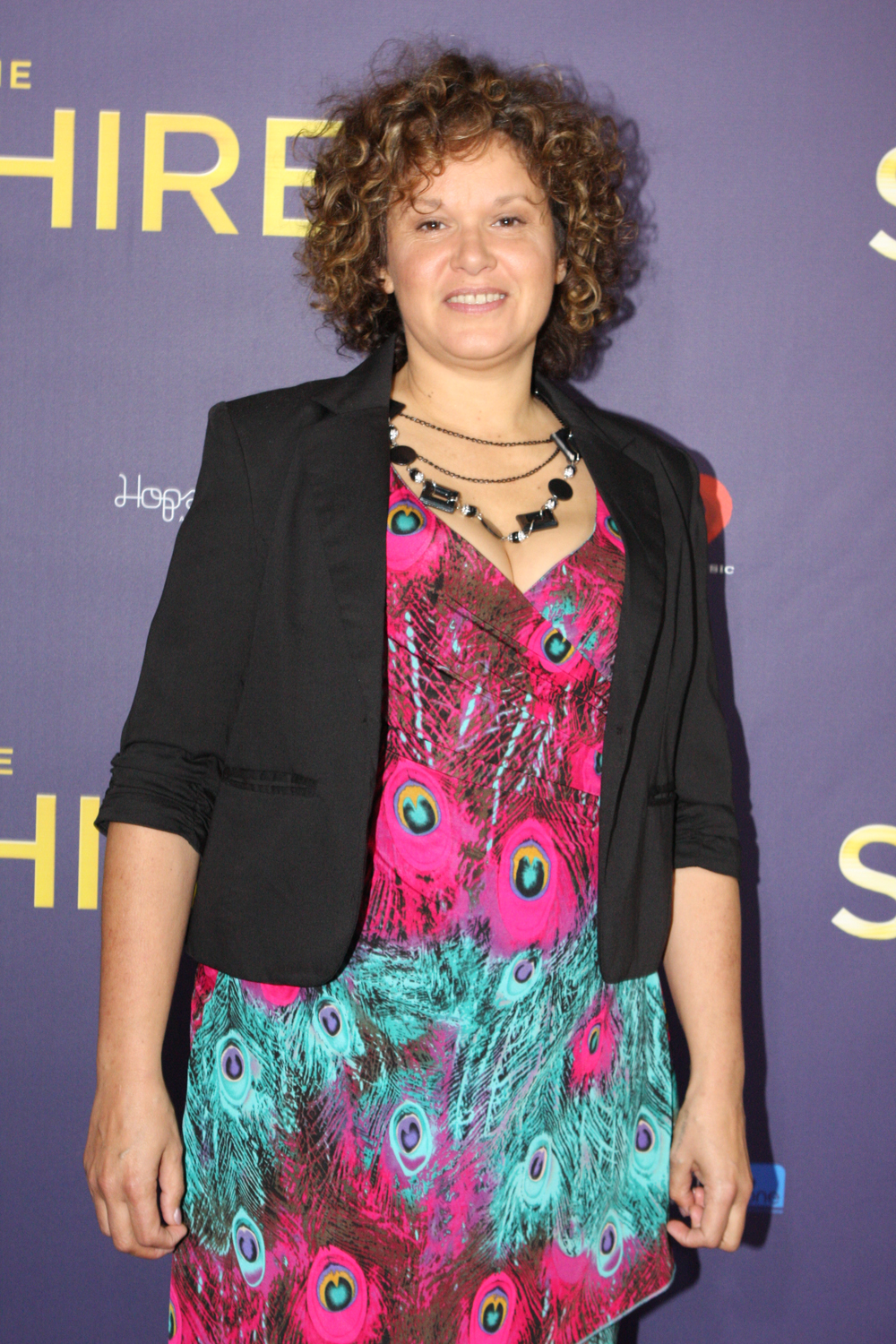
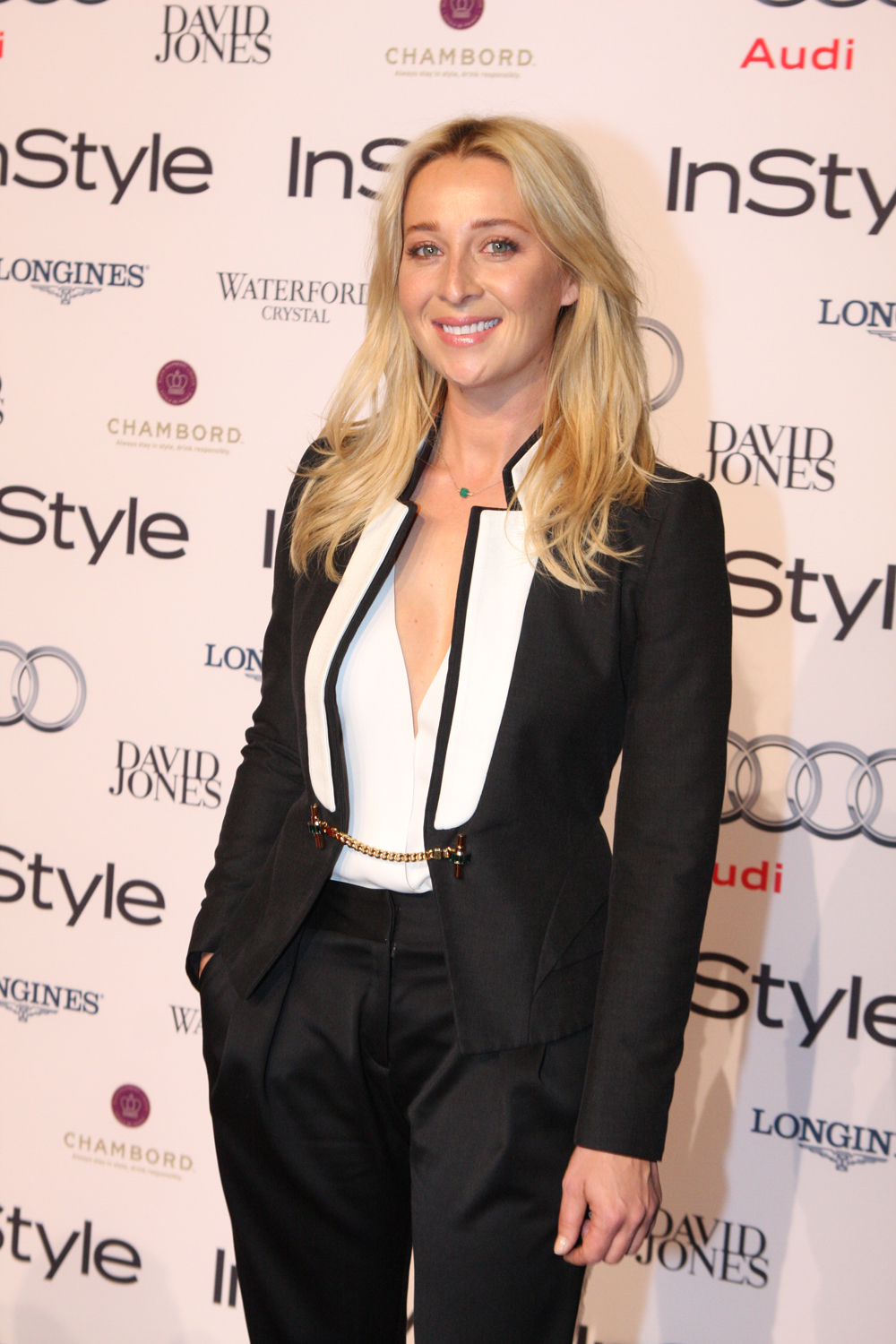
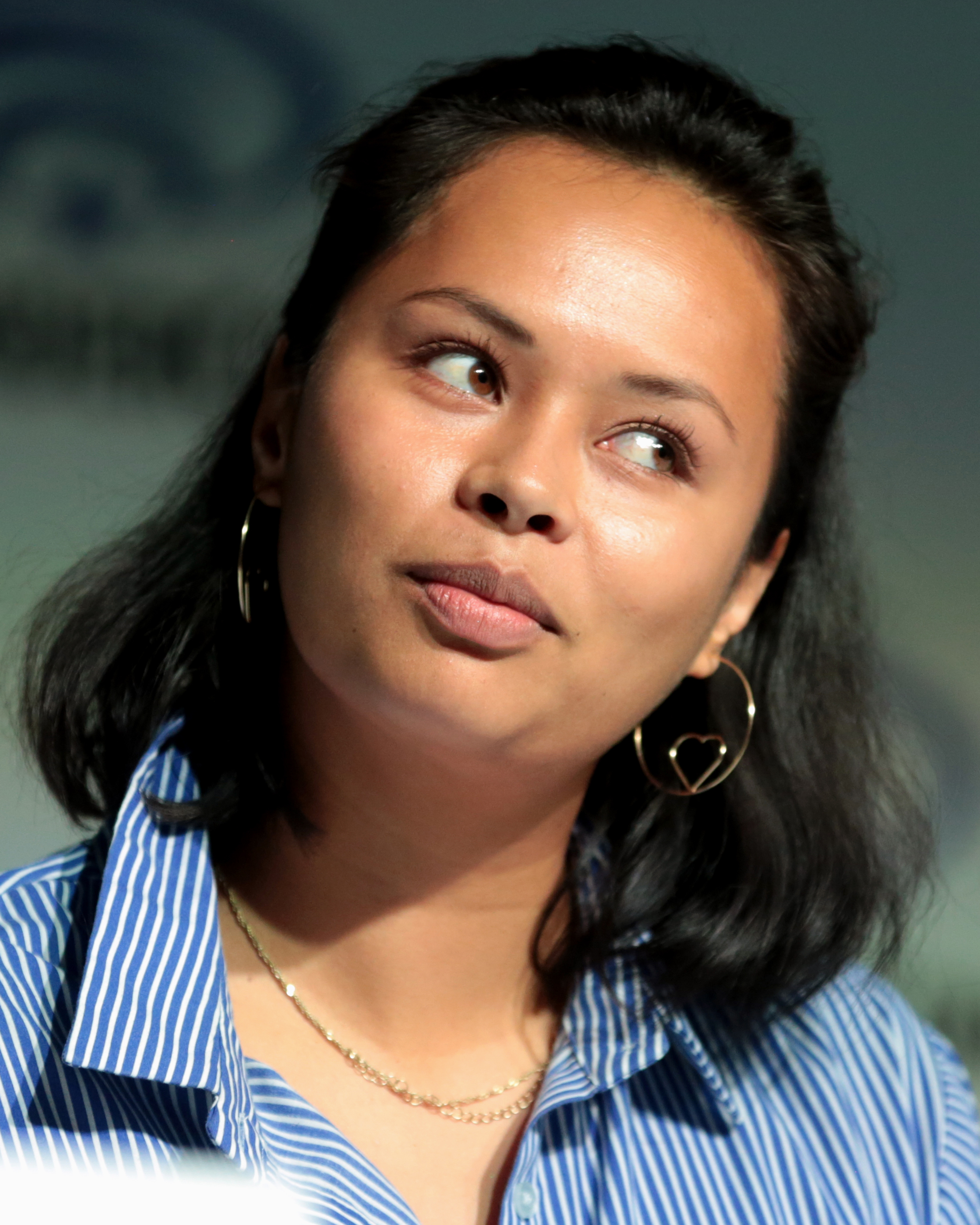
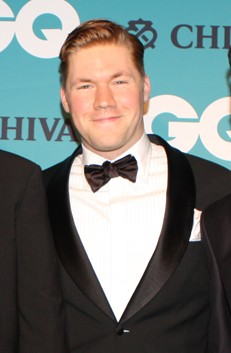
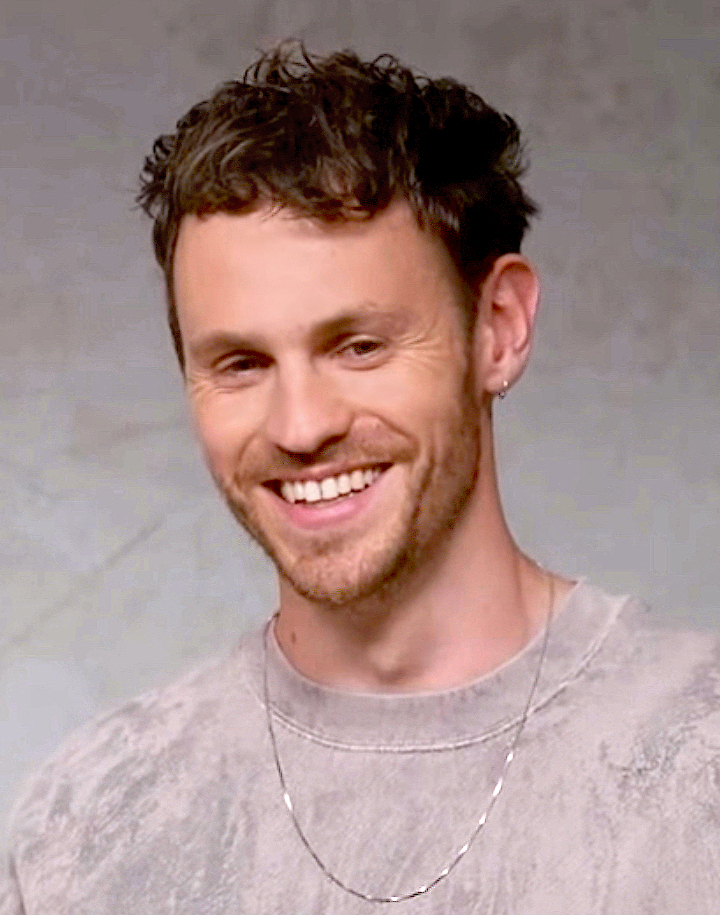
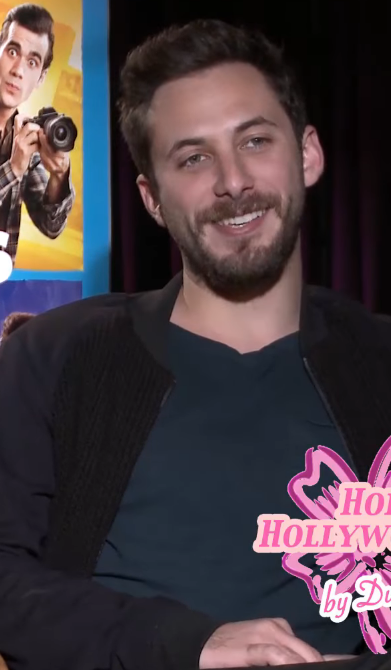

| Darsteller          | Rolle            | Synchronsprecher  |
| ------------------- | ---------------- | ----------------- |
| Sigourney Weaver    | June Hart        | Elisabeth Günther |
| Alycia Debnam-Carey | Alice Hart       | Lina Rabea Mohr   |
| Alyla Browne        | Junge Alice Hart | Annika Theusner   |
| Leah Purcell        | Twig             | Sabine Falkenberg |
| Asher Keddie        | Sally Morgan     | Susanne Geier     |
| Frankie Adams       | Candy            | Victoria Frenz    |
| Alexander England   | John Morgan      | Simon Derksen     |
| Charlie Vickers     | Clem Hart        | Jeremias Koschorz |
| Tilda Cobham-Hervey | Agnes Hart       | Berenice Weichert |
| Sebastian Zurita    | Dylan            | Ozan Ünal         |
| Shareena Clanton    | Ruby             | Anne Düe          |

| Darsteller            | Rolle                          | Synchronsprecher      | Episoden            |
| --------------------- | ------------------------------ | --------------------- | ------------------- |
| Nelson Baker          | Aiden                          | Christopher Kohn      | 1x04 bis 1x06       |
| Maggie Dence          | Boo                            | Harriet Kracht        | 1x02 bis 1x07       |
| Catherine Laga aia    | Junge Candy                    | Aliana Schmitz        | 1x03,1x05,1x07      |
| Jeremy Blewitt        | Charlie Morgan                 | David Kunze           | 1x04,1x05           |
| Alfie Gledhill        | Chef McCormack                 | Jonas Lauenstein      | 1x02                |
| Rose Riley            | Dina                           | Runa Aleon            | 1x03                |
| Andrew Mc Farlane     | Dr. Harris                     | Axel Strothmann       | 1x01                |
| Sebastian Zurita      | Dylan                          | Ozan Ünal             | 1x04 bis 1x06       |
| Victoria Haralabidou  | Jana Novak                     | Katharina Spiering    | 1x03,1x03           |
| Emma Lung             | Krankenschwester Brooke Jansen | Florina Holeiter      | 1x01,1x02           |
| Nicholas Williams     | Levi                           | Matthias Busch        | 1x05 bis 1x07       |
| Vivienne Awosoga      | Lulu                           | Laurine Betz          | 1x04 bis 1x06       |
| Bree Bain             | May                            | Daniela Grubert       | 1x02,1x03,1x07      |
| Deborah Kennedy       | Merle                          | Judith von Radetzky   | 1x04                |
| Xavier Samuel         | Moss                           | Nicolas Artayo        | 1x04                |
| David Franklin        | Mr. Chandler                   | Matthias Scherwenikas | 1x02                |
| Dalara Williams       | Myf                            | Verena Unbehaun       | 1x02 bis 1x05, 1x07 |
| Ben Bennett           | Oggi Novak                     | Nico Wiek             | 1x04                |
| Luc Barrett           | Junger Oggi Novak              | Tom Kanty             | 1x01 bis 1x04       |
| Jeremy Lindsay Taylor | Paddy                          | Stephan Baumecker     | 1x02                |
| Amy Kersey            | Rosie                          | Maria Burhardt        | 1x02 bis 1x05, 1x07 |
| Catherine McClements  | Sarah                          | Cornelia Waibel       | 1x05,1x06           |
| Renee Lim             | Stella                         | Lucia Deyi            | 1x02,1x0,1x07       |
| Michael Gillan        | Thugger                        | Maximilian Dirr       | 1x04 bis 1x07       |

## Produktion
Im Mai 2021 wurde bekannt gegeben, dass Made Up Stories, Amazon Studios und Endeavour Content eine Adaption des Buchs The Lost Flowers of Alice Hart produzieren werden, wobei die Dreharbeiten in Australien stattfinden würden. Sigourney Weaver wurde als Hauptdarstellerin und ausführende Produzentin angekündigt, Sarah Lambert leitete die Show und war ausführende Produzentin, Glendyn Ivin fungierte als Regisseurin und ausführende Produzentin, und Jodi Matterson, Bruna Papandrea, Steve Hutensky und Allie Goss waren ebenfalls ausführende Produzenten.
Die Dreharbeiten begannen im Oktober 2021 in Sydney und den Regionen New South Wales und Northern Territory. Es wurde bestätigt das Asher Keddie, Leah Purcell, Alycia Debnam-Carey, Charlie Vickers, Tilda Cobham-Hervey und Alyla Browne zur Besetzung hinzugefügt wurden. Im April 2022 wurde Sebastian Zurita besetzt, Kirsty Fisher und Kim Wilson wurden als Co-Autoren neben Lambert bekannt gegeben, Barbara Gibbs wurde als Produzentin und Lucinda Reynolds als Co-ausführende Produzentin bestätigt. Im September 2022 wurde die Produktionsfirma Endeavour Content in Fifth Season umbenannt.
Amazon Studios gab bekannt, dass die Show über den Streaming-Dienst Amazon Prime Video in über 240 Ländern und Territorien verfügbar sein wird. Die Premiere fand am 4. August 2023 statt, wobei die ersten drei Episoden sofort verfügbar waren und bis zum Serienfinale am 1. September 2023 wöchentlich eine neue Episode debütierte.
Am 16. August 2023 berichtete Mediaweek, dass die Serie einen Rekord für die höchste Zuschauerzahl einer australischen Serie weltweit aufstellte. Außerdem erreichte es bei Prime Video die Top 5 in 78 Ländern und die Top 3 in 42 Ländern.

## Rezeption
Auf dem Rezensionsaggregator Rotten Tomatoes bewerteten 82 % der 33 Kritiker die Serie positiv, mit einer durchschnittlichen Bewertung von 7,1/10. Der kritische Konsens der Website lautet: „Sigourney Weaver spielt eine hervorragende Rolle als dornige Matriarchin in The Lost Flowers of Alice Hart, einem visuell ansprechenden und gut gespielten Melodram.“
Auf Metacritic erreicht die Serie eine gewichtete Durchschnittspunktzahl von 66 von 100, basierend auf 16 Kritikern, was auf „allgemein positive Kritiken“ hinweist.

## Episodenliste
| Nr. | Deutscher Titel        | Originaltitel      | Regie        | Drehbuch                                     |
| --- | ---------------------- | ------------------ | ------------ | -------------------------------------------- |
| 1   | Schwarze Feuerorchidee | Black Fire Orchid  | Glendyn Ivin | Sarah Lambert, Holly Ringland                |
| 2   | Akazie                 | Wattle             | Glendyn Ivin | Sarah Lambert, Holly Ringland                |
| 3   | Schönmalve             | Lantern Bush       | Glendyn Ivin | Sarah Lambert, Holly Ringland, Kirsty Fisher |
| 4   | Sumpflilie             | River Lily         | Glendyn Ivin | Sarah Lambert, Holly Ringland, Kim Wilson    |
| 5   | Wüstenkasuarine        | Desert Oak         | Glendyn Ivin | Sarah Lambert, Holly Ringland, Kirsty Fisher |
| 6   | Feuerradbaum           | Wheel of Fire      | Glendyn Ivin | Sarah Lambert, Holly Ringland, Kim Wilson    |
| 7   | Wüstenerbse            | Sturt’s Desert Pea | Glendyn Ivin | Sarah Lambert, Holly Ringland                |

## Auszeichnungen
ACCTA Award
- 2024: Auszeichnung Beste Miniserie oder Fernsehfilm
- 2024: Nominierung Beste Hauptdarstellerin in einem Fernsehdrama (Sigourney Weaver)
- 2024: Nominierung Beste Gast oder Nebendarstellerin in einem Fernsehdrama (Alycia Debnam-Carey und Leah Purcell)
- 2024: Nominierung für die Beste Regie (Glendyn Ivin)
- 2024: Nominierung für das Beste Casting
- 2024: Nominierung Bester Schnitt
- 2024: Auszeichnung Bestes Produktionsdesign
- 2024: Auszeichnung Bester Sound
- 2024: Nominierung für die besten Frisuren und Make-up

## Belege
1. ↑  Peter White: Sigourney Weaver To Star In & EP ‘The Lost Flowers of Alice Hart’ Series Adaptation For Amazon; Made Up Stories, Amazon Studios & Endeavor Content To Produce. In: deadline.com. 17. Mai 2021, abgerufen am 15. April 2024 (englisch).
2. ↑  Katherine Tunlich: Sigourney Weaver’s ‘The Lost Flowers of Alice Hart’ Starts Filming in Australia for Amazon (EXCLUSIVE). In: variety.com. 28. Oktober 2021, abgerufen am 15. April 2024 (englisch).
3. ↑  Prime time: The Lost Flowers of Alice Hart sets Australian Amazon Original records. In: mediaweek.com.au. 17. August 2023, abgerufen am 15. April 2024 (englisch).
4. ↑  The Lost Flowers of Alice Hart. In: rottentomatoes.com. Abgerufen am 15. April 2024 (englisch).
5. ↑  The Lost Flowers of Alice Hart | Season 1. In: metacritic.com. Abgerufen am 15. April 2024 (englisch).